# Synagoge (Buren)
De synagoge in de Nederlandse stad Buren is een voormalig joods gebedshuis. Van 1804 tot 1890 was de synagoge bij de joodse gemeenschap in gebruik.
De joodse gemeente had een van de muurhuizen in de Oranjestraat (de huidige Kniphoek) aangekocht en kreeg in 1804 toestemming om dit huis als synagoge te gebruiken. In het pand werden een woning voor de rabbi, een ritueel bad en een leslokaal gerealiseerd. De spitsboogvensters werden bij een verbouwing in 1864 aangebracht.
De gemeenteleden waren niet alleen uit Buren afkomstig, maar ook uit omliggende plaatsen als Beusichem, Geldermalsen en Zoelmond. Begin 19e eeuw bestond de gemeente uit circa 40 personen, waarvan 14 uit Buren zelf. Eind 19e eeuw was de joodse gemeente echter flink geslonken door verhuizing naar de grotere steden. Hierdoor kwam het aantal gemeenteleden onder de 10 personen en dat was te weinig om een gebedshuis te mogen openhouden. De synagoge werd in eigendom overgedragen aan het enige nog in Buren woonachtige gemeentelid. In 1890 werd de synagoge verkocht.
In de 20e eeuw werd de voormalige synagoge onder andere gebruikt als opslagplaats en varkensstal. Uiteindelijk kwam het in bezit van de gemeente Buren, die het meenam in zijn grootschalige restauratiewerkzaamheden van de jaren 50 en 60. Na de restauratie kwam het gebouw in gebruik als gemeentelijke vergaderruimte en sinds 1979 ook als trouwlocatie.
Sinds 2001 wordt het gebouw beheerd door de Stichting Beheer Synagoge Buren, die er exposities en culturele evenementen organiseert.
In 1971 werd de voormalige synagoge een rijksmonument.